# Petrus Canisius van Lierde
Pour les articles homonymes, voir Van Lierde.

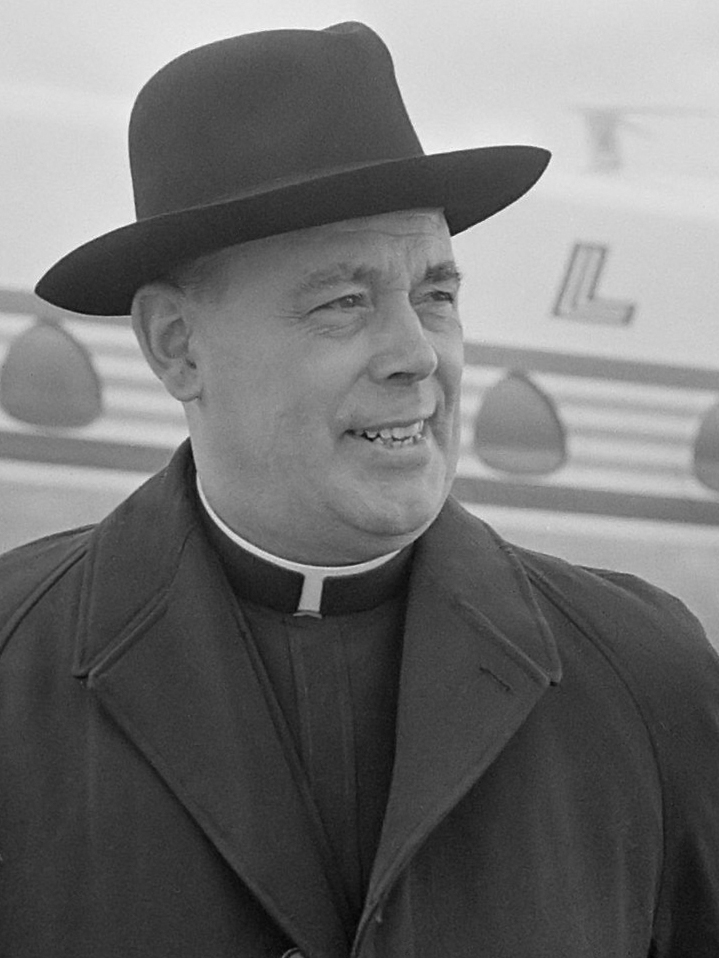
Mgr van Lierde en 1965.

Petrus Canisius Jean van Lierde O.S.A (Hasselt, le 22 avril 1907 - Roeselare, 12 mars 1995) est un évêque néerlandais de l'Église catholique qui a été vicaire général du Vatican de 1951 à 1991.

## Enfance et prêtrise
Van Lierde est né à Hasselt, en Belgique, de parents néerlandais. Il rejoint l'Ordre des Augustins, où il est ordonné prêtre le 30 mars 1931. Il fut titulaire d'un doctorat en théologie et en philosophie, puis dirigea le Collège Saint Monica à Rome. Durant la Seconde Guerre mondiale, il y cacha des officiers, des militants antifascistes et des Juifs. 

## Épiscopat
Le pape Pie XII le nomma le 13 janvier 1951 évêque titulaire de Porphyreon (de). Il reçoit l'ordination épiscopale le 25 février de la même année par le cardinal Giuseppe Pizzardo, avec le cardinal Luigi Traglia et Elice d'Agostino O. S. A. Comme devise épiscopale, il a choisi Custodiens Veritatem (inspiré d'Isaïe, 26,2: « garder la vérité »). Le pape nomma ensuite Van Lierde Vicaire général pour la Cité du Vatican, cette fonction étant traditionnellement réservée à un Augustin. Il garda ce poste sous cinq papes différents, de Paul VI à Jean-Paul II. Van Lierde a été un admirateur du pape Pie XII, et lui donna l'extrême-onction la nuit de sa mort. 
Mgr Van Lierde a pris part au Concile Vatican II. Il a suivi les changements de l'Église catholique des Pays-Bas avec le plus grand soin[réf. souhaitée].
Filmé pour l'émission Strip-tease (émission de télévision) en 1991, il évoque les responsabilités de vicaire général, et aborde la question de la conservation des reliques des saints, il classe celles-ci en reliques de premier ordre, les os, de second ordre, les « habits qu'il a porté lui même » et de troisième ordre, les objets de la vie courante comme calice, mouchoir, plume, crayon, livres. Dans la même émission, il indique se consacrer à son courrier, partie intégrante de son apostolat, courrier tenu en français, néerlandais, allemand, espagnol et italien.
Van Lierde est mort à Roulers (Roselaere en néerlandais). Son corps a été inhumé dans la crypte de l'église des Augustins à Eindhoven.

## Publications
- Petrus Canisius J van Lierde, Pius XII, in Herbert Schambeck, Pius XII, Butzon & Becker, Kevelaer, 1986.
- Petrus Canisius J van Lierde, The Holy See at work, how the Catholic Church is governed, [Translated by James Tucek. Hawthorn Books New York, 1962.
- Petrus Canisius J van Lierde,  Prayers and devotions from John Paul II London. Penguin. 1998. 466 S..   (ISBN 0-14-024725-4).
- Petrus Canisius J. van Lierde, What is a Cardinal, Hawthorn Books,  New York, 1964.
- Petrus Canisius J. Van Lierde, Jean XXIII Témoignage pour l’histoire, témoignage, Gunnar Riebs, Editions Mols, 2014